# 루이세 프레베르트
루이세 프레베르트(덴마크어: Louise Frevert, 1953년 5월 31일 ~ )는 덴마크의 포르노 배우 출신 정치인이다. 1970년대부터 1980년대 사이에 벨리댄서, 포르노 배우로 활동했으며 자신이 레즈비언임을 표명했다. 2001년부터 2007년까지 덴마크 인민당 소속 덴마크 의회 의원을 역임했다.